# AEW Fyter Fest
Fyter Fest était un Pay-per-view de catch (lutte professionnelle) produit par la promotion américaine All Elite Wrestling. L'événement a eu lieu le 29 juin 2019 à l'Ocean Center à Daytona Beach (Floride). Il s'agissait de sa première et dernière édition.

## Contexte
Les spectacles de la All Elite Wrestling (AEW) sont constitués de matchs aux résultats prédéterminés par les scénaristes de la compagnie. Ces rencontres sont justifiées par des storylines – une rivalité entre catcheurs, la plupart du temps – ou par des qualifications survenues dans les shows de la AEW. Tous les catcheurs possèdent un gimmick, c'est-à-dire qu'ils incarnent un personnage gentil (Face) ou méchant (Heel), qui évolue au fil des rencontres. Un événement comme Fyter Fest est donc un événement tournant pour les différentes storylines en cours.

## Tableau des matchs
| Ordre par numéros | Résultat | Stipulation(s) | Temps |
| --- | --- | --- | ----- |
| 1P | Best Friends (Chuck Taylor et Trent Baretta) battent SCU (Frankie Kazarian et Scorpio Sky) et Private Party (Isiah Kassidy et Marq Quen) | Triple Threat Tag Team match L'équipe gagnante aura le droit d'entrer plus tard dans le tournoi qui désignera les premiers champions du monde par équipes. | 16:00 |
| 2P | Allie bat Leva Bates (avec Peter Avalon)                                                                                                 | Match simple | 8:50  |
| 3P | Michael Nakazawa bat Alex Jebailey | Hardcore match | 9:30  |
| 4 | CIMA bat Christopher Daniels | Match simple | 9:40  |
| 5 | Riho bat Yuka Sakazaki et Nyla Rose | Triple Threat match | 12:30 |
| 6 | "Hangman" Adam Page bat Jungle Boy (avec Luchasaurus), Jimmy Havoc et MJF                                                                | Fatal 4-Way match | 10:50 |
| 7 | Cody (avec Brandi Rhodes) contre Darby Allin se termine en match nul                                                                     | Match simple | 20:00 |
| 8 | The Elite (Kenny Omega et The Young Bucks) bat Laredo Kid et The Lucha Brothers (Pentagón Jr. et Rey Fénix)                              | 6-Man Tag Team match | 20:50 |
| 9 | Jon Moxley bat Joey Janela | Unsanctioned match | 20:00 |
| La lettre C placée entre parenthèses désigne la personne ou l’équipe championne en titre. P – indique que le match a eu lieu lors du pré-show | | |       |